# ヴラディミル・ベアラ
ヴラディミル・ベアラ（クロアチア語: Vladimir Beara、1928年11月2日 - 2014年8月11日）は、クロアチア人の元サッカー選手。ユーゴスラビア王国（現在のクロアチア）・シニ近郊のゼロヴォ出身。ポジションはゴールキーパー。

## 経歴

### クラブ
1946年に入団したHNKハイドゥク・スプリトにて308試合に出場し、3回のユーゴスラビアリーグ優勝（1950、1952、1954-55）に貢献。1955年にレッドスター・ベオグラードへ引き抜かれ、4回のユーゴスラビアリーグ優勝（1955-56、1956-57、1958-59、1959-60）と2回のユーゴスラビアカップ優勝（1958、1959）を経験。レッドスター最後の試合はミュンヘンの悲劇直前のマンチェスター・ユナイテッド戦だった。
キャリア晩年は西ドイツのアレマニア・アーヘン、FCヴィクトリア・ケルンで過ごした。

### 代表
ユーゴスラビア代表では1950年から1959年までの59試合に出場した。同年にハイベリーで行われたイングランド代表戦（2対2の引き分け）でのプレーから一躍注目され「鋼の手のバレエダンサー」という異名を付けられた。
1952年ヘルシンキオリンピックでは銀メダルを獲得。FIFAワールドカップには3回（1950年、1954年、1958年）出場している。

### 指導者
引退後はケルンでコーチライセンスを取得。1973年から1975年にはカメルーン代表のGKコーチを務め、トーマス・ヌコノ、ジョセフ＝アントワーヌ・ベルらを指導した。ヌコノとベルは後にカメルーン代表の一時代を築き、アフリカ最高のGKと称されるまでになった。ヌコノはベアラの指導について「それまで才能だけでやってきた自分に対し、キーパーに必要な練習法を一から教えてくれた」と語っている。
後年、オーストリアのファースト・ヴィエナFCなどでも監督を務めた。

## 人物
ユーゴスラビア時代、バレエ教師について足さばきを学んでおり、キーパーとしての能力はもとより、その優雅なゴールキーピングも高く評価された。上述した1950年の対イングランド代表戦で相手のGKだったボブ・ウィルソン（元アーセナルのGK）は「彼は見ている人をうっとりさせる美的な雰囲気に包まれていた」「ジャンプやダイブの時、足で地面を蹴って、美しく完璧な姿勢を取るんだ。ゴール前で彼は爪先立ちして、まるでバネのようにいつでも伸び上がって飛びかかれるような姿勢で構えている」とベアラを称えている。
ゴールライン上にいつもリラックスした表情で立ち、学んだテクニックを機械的に見せるよりも、自身の能力を信じて戦うスタイルを好んだ。「相手選手と目と目を合わせた方が簡単なようにいつも思う」という理由から、相手チームのフリーキック時に壁を作ることを止めさせたとも謂われる。
現代サッカーを「戦術によって食いつぶされたサッカー」と評し、「ワールドカップの1962年チリ大会、1966年イングランド大会から、新しいプレイスタイルの時代が始まり、ボールの扱い方は試合で最も重要な要素ではなくなった」とする一方、「現在でもよいゴールキーパーとして持っていなければならない資質は、私の時代と共通するものが多い。まず、勇敢さと自信は欠かせない」と語っている。
レフ・ヤシンが1963年にGK初のバロンドールを受賞した際には「世界最高のキーパーは自分ではなくベアラだ」と主張している。